# Espóiler (aeronáutica)

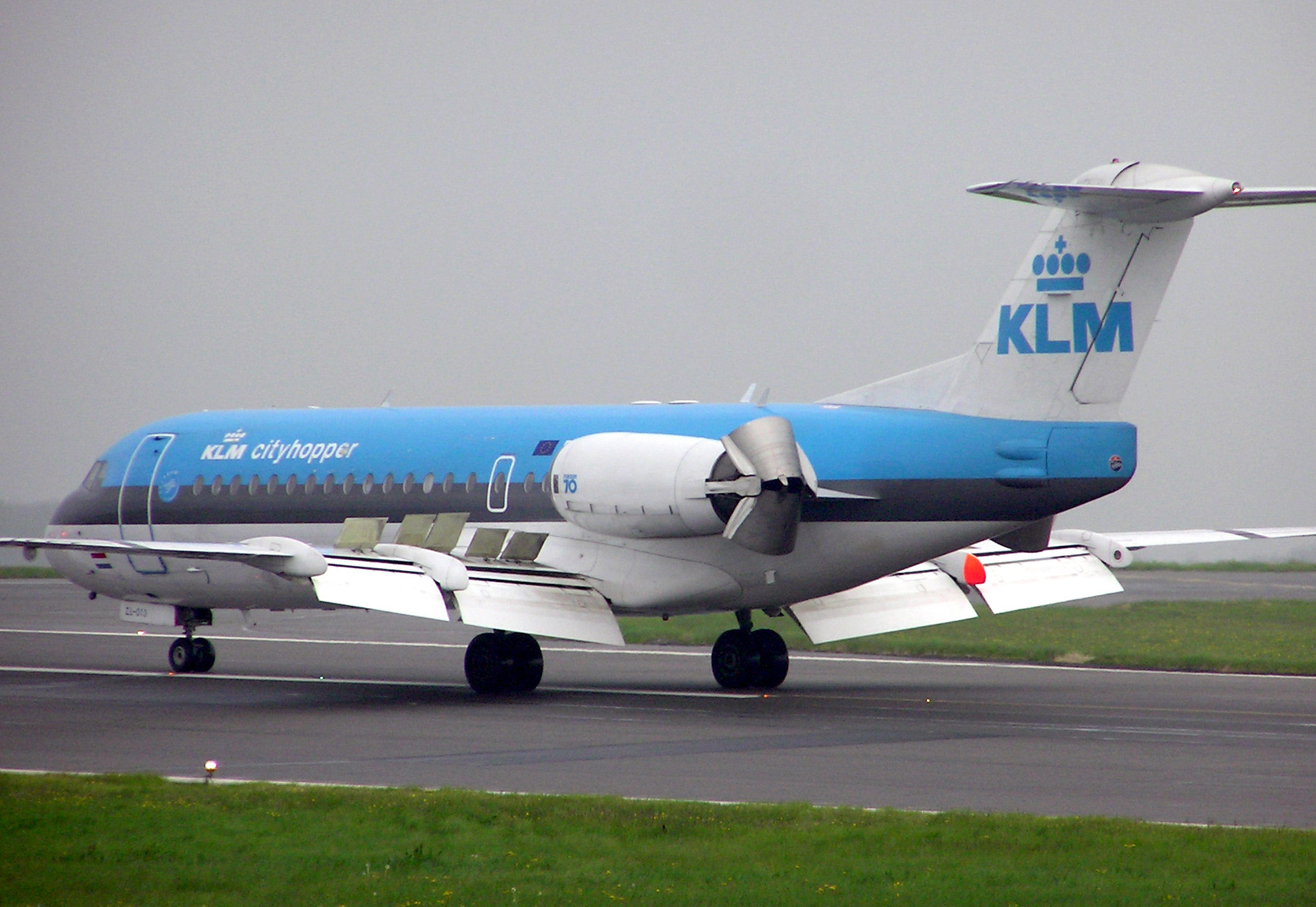
Este Fokker 70 de KLM-Cityhopper con sus espóileres-aerofrenos combinados desplegados (son los paneles de color crema que sobresalen de la superficie de las alas) justo después de aterrizar en el Aeropuerto Internacional de Bristol, Reino Unido.

En la aeronáutica, un disruptor, deflector o espóiler(del inglés spoiler) es un dispositivo que busca reducir la fuerza de sustentación de una aeronave. Los espóileres son placas montadas en la cara superior de las alas de un avión (extradós), que pueden desplegarse hacia arriba modificando el flujo laminar «echándolo a perder» (spoil; en inglés, ‘echar a perder’). Con esto, el espóiler provoca una entrada en pérdida controlada sobre la porción del ala situada tras él, reduciendo notablemente la sustentación y aumentando la resistencia.

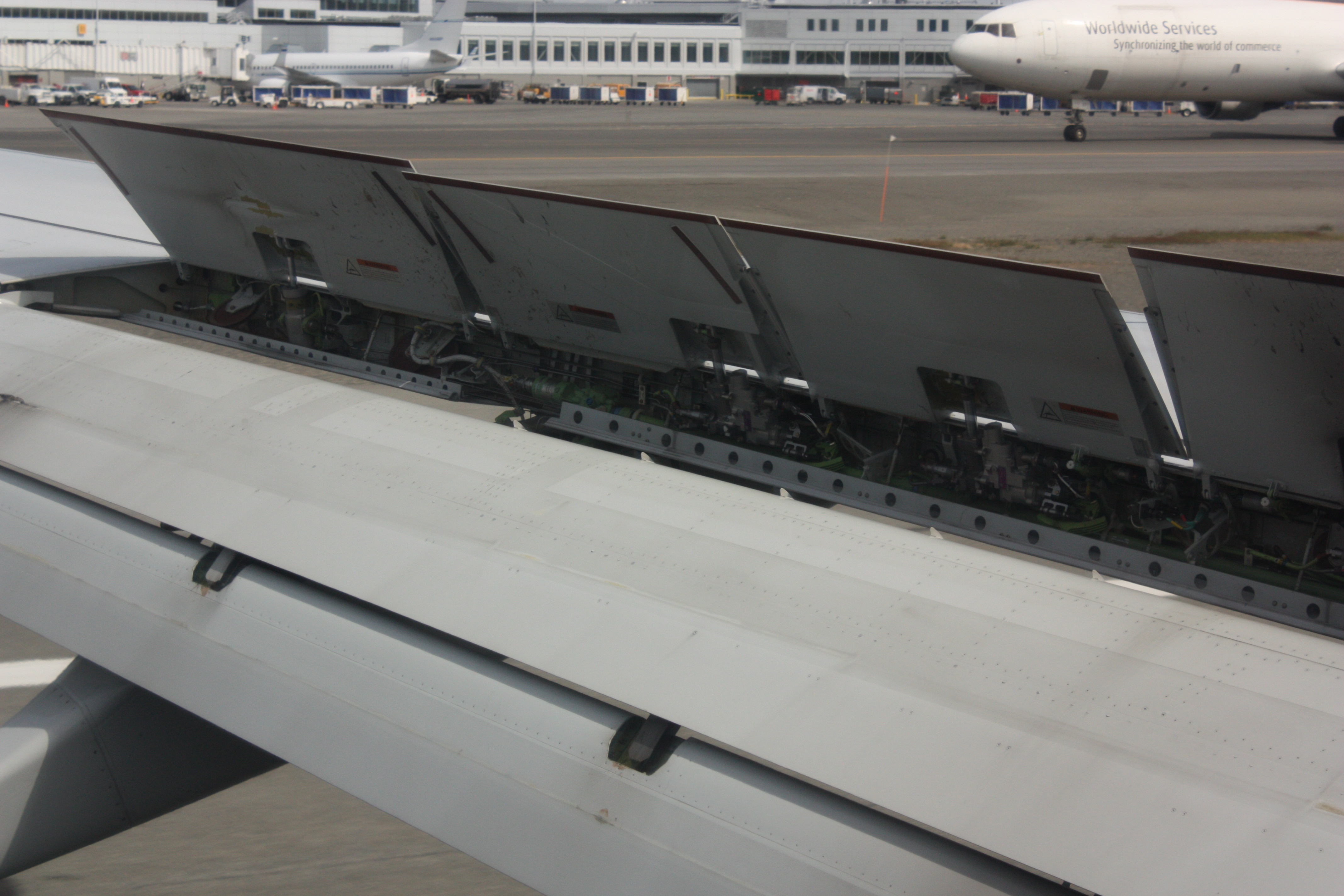
Espóileres activados en un Embraer 170

Los espóileres se utilizan en los planeadores en particular para controlar su tasa de descenso, lo que permite realizar un aterrizaje controlado en el punto deseado. Los espóileres son necesarios porque aunque una alta tasa de descenso puede conseguirse mediante un cabeceo pronunciado hacia abajo, esto puede resultar en un aumento significativo de la velocidad, excediendo posiblemente los límites de seguridad. De todos modos, aún inclinando el aparato hacia abajo, puede no conseguirse la tasa de descenso necesaria.
Los aviones comerciales están normalmente equipados con espóileres. Estos dispositivos se utilizan para bajar desde altitudes de crucero a altitudes menores sin que la velocidad varíe excesivamente. En vuelo, los aviones comerciales modernos pueden desplegar gradualmente el conjunto de espóileres más alejado del encastre alar como aerofreno, y también como superficies de control, combinándolos con los alerones cuando se opera a bajas velocidades y se necesita mayor control de alabeo. En el aterrizaje, los espóileres se despliegan en su totalidad, para romper la sustentación de las alas y así transferir el peso de la aeronave al tren principal para una frenada más efectiva. Esto se combina con el sistema de empuje invertido, disminuyendo aún más la distancia de frenada.
En los aviones con motores alternativos refrigerados por aire, los espóileres puede ser necesarios para evitar el fallo por enfriamiento rápido de los motores. En un descenso sin espóileres, la velocidad del aire aumenta y el motor estará a baja potencia, generando menos calor de lo normal. Entonces el motor puede enfriarse demasiado rápido, atascando las válvulas, estropeando los cilindros u otros problemas. Los espóileres alivian la situación al permitir que el aparato descienda con la tasa de descenso deseada mientras los motores se mantienen en unos niveles de potencia que impidan el enfriamiento repentino. Esto es particularmente aplicable a los motores alternativos turbo y refrigerados por aire, que funcionan a mayor potencia que los demás.
En los bombarderos de la Segunda Guerra Mundial los espóileres eran una parte fundamental para el desarrollo de determinadas tácticas cuando éstas requerían descender en un picado sostenido y acusado (70° con el plano de tierra o más), maniobra que requería un diseño ex profeso; los bombarderos convencionales no solían ejecutar el bombardeo en picado porque el diseño del fuselaje era incapaz de soportar las velocidades que podía alcanzar una aeronave cargada con varias toneladas de armamento y combustible en descensos tan acusados, aunque fueran equipados con espóileres.

## Definición general y espoilerón
Los espóileres reducen la sustentación del ala y aumentan la resistencia del avión, ayudando a desacelerar. Si sólo se elevan los espóileres de una de las alas, ayudarán a controlar el alabeo. Si los espóileres se elevan simétricamente durante el vuelo, el avión bien reduce velocidad manteniendo el nivel de vuelo, o bien desciende rápidamente sin incrementar la velocidad aerodinámica. Cuando los espóileres se elevan en tierra, eliminan la sustentación de las alas, lo cual dirige el peso del avión al tren principal.
Algunas aeronaves utilizan espóileres en combinación con alerones o en lugar de ellos para controlar el alabeo, principalmente para reducir la guiñada adversa cuando la entrada del timón está limitada por velocidades más altas. Para estos alerones se ha acuñado el término 'espoilerón' (spoileron). En el caso de un espoilerón, para que pueda usarse como superficie de control, se levanta solo en un ala, lo que reduce la sustentación y aumenta la resistencia, lo que provoca alabeo y guiñada. La eliminación de alerones dedicados también evita el problema de la inversión de control y permite que los flaps ocupen una mayor parte del borde de salida del ala.

## Incidentes y accidentes
- El despliegue anticipado de los espóileres a una altitud de 40 pies contribuyó a que se estrellase el vuelo 621 de Air Canada en Toronto el 5 de julio de 1970.
- Olvidar retraer los espóileres contribuyó a que el vuelo 533 de United Airlines se estrellara en el aeropuerto de Midway el 8 de diciembre de 1972.
- Olvidar desactivar los espóileres durante un ascenso para evitar una montaña contribuyó al accidente del vuelo 965 de American Airlines el 20 de diciembre de 1995.
- Olvidar desplegar los espóilerrs ayudó a que el vuelo 1420 de American Airlines se estrellara en el aeropuerto regional de Little Rock, Arkansas el 1 de junio de 1999.
- Los pilotos del Vuelo 3054 de TAM Linhas Aéreas se eran conscientes de que tenían desactivada la reversa del motor número 2, y aparentemente no intentaron usarla para aterrizar en el Aeropuerto de Congonhas de São Paulo el 17 de julio de 2007. Los espóileres podrían haber sido el único modo de frenar el avión, que finalmente se salió de la pista atravesando una importante autopista, y se estrelló contra un almacén, provocando la muerte a todos los pasajeros y tripulación (186 personas) así como a varias personas ajenas al vuelo. Este es el mayor accidente aéreo de Brasil.